# Joachim Szlosarek
Joachim Szlosarek (ur. 28 października 1950 w Zabrzu, zm. 25 września 2021) – polski piłkarz, obrońca, dwukrotny mistrz Polski (1971, 1972)

## Życiorys
Był wychowankiem Pogoni Zabrze, w której barwach występował w latach 1962-1969. W 1968 występował w juniorskiej reprezentacji Polski i za wybryk w czasie wyjazdu do Islandii otrzymał pięcioletnią dyskwalifikację, zmniejszoną następnie do dwóch lat. Od 1969 reprezentował barwy Górnika Zabrze, w jego barwach debiutował 24 kwietnia 1971 w rozgrywkach I ligi. Wystąpił łącznie w dwóch meczach, a jego drużyna sięgnęła po mistrzostwo Polski. Kolejny tytuł mistrzowski zdobył w sezonie 1971/1972, wystąpił wówczas w jednym spotkaniu. W 1972 zagrał także w młodzieżowej reprezentacji Polski.
W sezonie 1972/1973 zagrał w sześciu meczach (wyłącznie w rundzie wiosennej), a jego drużyna zajęła 4. miejsce w lidze. Kolejne dwa sezony rozegrał w I-ligowych Szombierkach Bytom. W sezonie 1973/1974 zagrał w 18 spotkaniach i zdobył swoją jedyną bramkę w lidze. W sezonie 1974/1975 zagrał w 8 spotkaniach. Następnie grał jeszcze w zespołach niższych lig: Uranii Kochłowice (1975-1979) i Zgodzie Bielszowice (1980-1982). Jego karierę przerywała seria kontuzji.
Po zakończeniu kariery zawodniczej pracował jako trener, m.in. w Zgodzie Bielszowice, Walce Makoszowy i Beskidzie Skoczów, a także niemieckiej drużynie Hackenbroich Dormagen (1990-1991), prowadził też juniorskie drużyny Gwarka Ornontowice (roczniki od 1987 do 1993).